# Bambus-Papageiamadine
Die Bambus-Papageiamadine (Erythrura hyperythra), auch Bergpapageiamadine oder Grünschwänzige Papageiamadine genannt, ist eine Art aus der Familie der Prachtfinken. Es werden mehrere Unterarten unterschieden. Sie gehört zu den gelegentlich als Ziervögel gehaltenen Arten.

## Beschreibung
Die Bambus-Papageiamadine erreicht eine Körperlänge von bis zu elf Zentimetern. Sie wiegt im Durchschnitt 14 Gramm. Bei den Männchen sind Oberkopf, Nacken, Rücken, Flügeldecken und Schwanzfedern der Körperoberseite moosgrün. Die Stirn ist dagegen schwarz und türkisblau. Die Kehle, Wangen, Brust, Bauch und die beiden Schwanzdecken sind ockerbraun. Die Augen sind groß und von dunkelbrauner Farbe. Die Füße sind hell fleischfarben. Der Schnabel ist schwarz. Die Weibchen unterscheiden sich von den Männchen durch ein wenig entwickeltes und bräunliches statt schwarzes Stirnband. Das Blau des Vorderscheitels ist matter und von geringerer Ausdehnung als beim Männchen.
Jungvögel sind deutlich matter als die Altvögel. Ihnen fehlt das Blau an der Stirn und der Schnabel ist gelblich mit einer schwarzen Spitze.

## Verbreitung und Lebensweise
Das Verbreitungsgebiet der Bambus-Papageiamadine sind die Hochländer von Malaysia, Java, Borneo, Sulawesi, der Norden der Philippinen-Insel Luzon, Mindoro und die Kleinen Sunda-Inseln Lombok, Sumbawa und Flores. Ihr Lebensraum sind Bambusbestände und der Rand des Regenwaldes. Sie leben dort paarweise oder in kleinen Gruppen. Sie kommt gewöhnlich noch in höheren Lagen vor und erreicht auf Java eine Höhenverbreitung von über 2.000 Höhenmetern. Auf Sulawesi wird sie sogar in Höhen von 3.500 Metern beobachtet. Sie ernährt sich von Bambus- und Grassamen, grünen Pflanzenteilen und Beeren.
Über das Brutverhalten und die Fortpflanzung liegen aus Freilandbeobachtungen keine Berichte vor. Nach den Nestfunden brütet sie in Flores im Mai und Juni und damit in der Trockenzeit. Das Gelege der Bambus-Papageiamadinen besteht aus drei bis sechs Eiern. Sie werden 14 Tage lang abwechselnd von beiden Elternvögeln bebrütet. Die Jungen verlassen das Nest nach einer Nestlingszeit von 23 bis 26 Tagen. Sie werden weitere zwei Wochen von den Elternvögeln betreut.

## Haltung
Ersthalter in Deutschland war der Zoologische Garten Berlin in den 1930er-Jahren. Nach dieser Ersteinfuhr fehlte sie über Jahrzehnte im Vogelhandel und gelangte erst 1965 wieder nach Europa. Sie wird mittlerweile in geringer Anzahl nachgezogen, jedoch bleiben Gefangenschaftszuchten über mehrere Generationen bislang eine Ausnahme.

## Belege

### Einzelbelege
1. ↑   Nicolai et al., S. 125 und S. 126
2. ↑   Nicolai et al., S. 126
3. ↑   Nicolai et al., S. 127